# Andrew Lockington
Andrew Lockington est un compositeur canadien de musiques de films, né le 31 janvier 1974 à Burlington en Ontario.

## Filmographie
Sauf indication contraire, les informations mentionnées dans cette section peuvent être confirmées par la base de données cinématographiques IMDb,  présente dans la section « Liens externes ».

### Cinéma

#### Longs métrages
- 2001 : X-Change - Dans la peau d'un autre (Xchange) d'Allan Moyle
- 2002 : Long Life, Happiness & Prosperity de Mina Shum
- 2003 : Fast Food High de Nisha Ganatra
- 2004 : Un soupçon de rose (Touch of Pink) de Ian Iqbal Rashid
- 2004 : Ralph (Saint Ralph) de Michael McGowan
- 2005 : Cake de Nisha Ganatra
- 2006 : Skinwalkers de James Isaac
- 2007 : Danse avec Raya (How She Move) de Ian Iqbal Rashid
- 2008 : Voyage au centre de la Terre (Journey to the Center of the Earth) d'Eric Brevig
- 2008 : One Week de Michael McGowan
- 2008 : La Cité de l'ombre (City of Ember) de Gil Kenan
- 2010 : Frankie et Alice (Frankie & Alice) de Geoffrey Sax
- 2011 : Beat the World de Robert Adetuyi
- 2012 : Voyage au centre de la Terre 2 (Journey 2: The Mysterious Island) de Brad Peyton
- 2013 : Le Chemin du passé (I'll Follow You Down) de Richie Mehta
- 2013 : Percy Jackson : La Mer des monstres (Percy Jackson: Sea of Monsters) de Thor Freudenthal
- 2013 : Siddharth de Richie Mehta
- 2015 : San Andreas de Brad Peyton
- 2016 : Incarnate de Brad Peyton
- 2017 : Un monde entre nous (The Space Between Us) de Peter Chelsom
- 2018 : Rampage : Hors de contrôle (Rampage) de Brad Peyton
- 2018 : Time Lovers (Time Freak) d'Andrew Bowler
- 2019 : Un hiver à New York (The Kindness of Strangers) de Lone Scherfig
- 2024 : Atlas de Brad Peyton

#### Courts métrages
- 2004 : Seed of a Thought de Mark Huisman
- 2012 : Frost de Jeremy Ball

### Télévision

#### Séries télévisées
- 2003-2006 : Missing : Disparus sans laisser de trace (1-800-Missing) (48 épisodes)
- 2009-2011 : Sanctuary (14 épisodes)
- 2011 : Futurestates (1 épisode)
- 2012-2013 : Primeval: New World (13 épisodes)
- 2016 : Frontier (6 épisodes)
- 2016 : Aftermath (13 épisodes)
- 2019 : Delhi Crime (7 épisodes)
- 2019 : Daybreak (3 épisodes)
- 2021 : Mayor of Kingstown

#### Téléfilms
- 1998 : At the End of the Day: The Sue Rodriguez Story de Sheldon Larry
- 2001 : Stranger Inside de Cheryl Dunye
- 2003 : Cosmopolitan de Nisha Ganatra
- 2006 : One Dead Indian de Tim Southam
- 2006 : The House Next Door de Jeff Woolnough
- 2008 : Left Coast de Michael McGowan
- 2009 : Deadliest Sea de T.J. Scott
- 2015 : Pirate's Passage de Mike Barth et Jamie Gallant

## Distinctions
Sauf indication contraire, les informations mentionnées dans cette section peuvent être confirmées par la base de données cinématographiques IMDb,  présente dans la section « Liens externes ».

### Récompenses
- International Film Music Critics Awards 2008 : révélation du compositeur de musique de film de l'année
- SOCAN Awards 2008 : prix international de la meilleur musique de film pour Voyage au centre de la Terre
- BMI Film Music Award 2009 pour Voyage au centre de la Terre
- SOCAN Awards 2008 : prix national de la meilleur musique de film pour Voyage au centre de la Terre
- SOCAN Awards 2011 : prix international de la meilleur musique de film pour Voyage au centre de la Terre 2
- BMI Film Music Award 2012 pour Voyage au centre de la Terre 2
- SOCAN Awards 2012 : prix national de la meilleur musique de film pour Voyage au centre de la Terre 2
- BMI Film Music Award 2014 pour Percy Jackson : La Mer des monstres
- SOCAN Awards 2015 : prix international de la meilleur musique de film pour Percy Jackson : La Mer des monstres
- BMI Film Music Award 2016 pour San Andreas
- SOCAN Awards 2016 :
  - Prix national de la meilleur musique de film pour San Andreas
  - Prix international de la meilleur musique de film pour Voyage au centre de la Terre 2

### Nominations
- International Film Music Critics Awards 2008 : meilleure musique originale pour un film fantastique ou de science-fiction pour La Cité de l'ombre
- World Soundtrack Awards 2009 : découverte de l'année pour Voyage au centre de la Terre
- Prix Gemini 2011 : meilleure musique originale pour un programme télévisé ou une série télévisée pour l'épisode Normandy de Sanctuary
- Prix Écrans canadiens 2016 : meilleure musique originale pour un programme télévisé pour Pirate's Passage
- Prix Écrans canadiens 2020 : meilleure musique originale pour un film pour Un hiver à New York
- Canadian Screen Music Awards 2023 : meilleur thème original de générique pour Mayor of Kingstown